# Мейергейм, Пауль Фридрих
Пауль Фридрих Мейергейм (нем. Paul Friedrich Meyerheim; 13 июля 1842[…], Берлин — 14 сентября 1915, Берлин) — немецкий художник, ранний представитель индустриальной живописи, также известный, как автор многочисленных картин, написанных «на стыке» анималистической и жанровой живописи,  изображающих взаимодействие людей и животных в современных ему передвижных цирках, зверинцах и зоопарках.

## Биография
Родился в 1842 году в Берлине в семье художника Фридриха Эдуарда Мейергейма (1808—1879), выходца из Данцига. Младший брат художника-жанриста Франца Эдуарда Мейергейма (1838—1880).
Сперва учился живописи под руководством отца, затем — в Прусской академии художеств (1857—1860). Уже в детском возрасте был очарован недавно открывшимся Берлинским зоологическим садом, где бывал так часто, что смог подружиться с его основателем, Мартином Лихтенштейном, который пускал мальчика в те места, которые были обычно закрыты для публике. Этот опыт предопределил увлечение художника анималистикой, тогда как основательная подготовка художника-жанриста, полученная не без участия отца и старшего брата, привела Мейергейма к совмещению этих двух жанров в целом ряде своих последующих работ.
Став самостоятельным живописцем, Мейергейм много путешествовал, посетив такие страны, как Бельгия, Нидерланды, Швейцария и Франция, где прожил в Париже примерно год.
В 1873—76 годах Мейергейм выполнил по заказу семье железнодорожных магнатов Борзиг, наследников Августа Борзига, серию из семи картин (съёмных настенных панелей) большого формата под названием «Рождение локомотива», изображавших все этапы создания паровоза: от добычи руды до интерьера цехов принадлежавшего Борзигам вагоностроительного завода. Эти картины первоначально украшали одно из помещений собственного дома семьи Борзиг в берлинском районе Альт-Моабит. Значительно позже, в 1912 году, они были продемонстрированы публике на Большой берлинской художественной выставке, где привлекли к себе значительное внимание. Сегодня часть работ из этой серии находятся в коллекциях Немецкого технического музея и Бранденбургского музея (оба в Берлине).
В 1883 году основал в Прусской академии класс анималистики и стал его первым профессором.
Пауль Фридрих Мейергейм скончался в 1915 году в Берлине и был похоронен на кладбище Фридрихсфельде.

## Биография согласноЭСБЕ
Фридрих-Пауль Мейергейм, живописец животных и жанрист. Родился в 1842 году, учился у своего отца, а потом совершенствовался в Париже. Работая масляными красками или акварелью, весьма характеристично изображает животных, в особенности диких, но так же мастерски пишет умно сочинённые и полные жизни и правды народные сцены, портреты, ландшафты и декоративные сюжеты. Состоит членом Берлинской академии и профессором в её Высшем художественном училище. Главные произведения этого художника — «Укротитель змей в зверинце» (лучшая из всех его картин, 1864), «Зазывание публики на представление» (1868), «Судебное заседание обезьян», «Бременские музыканты», «Помещица», «История локомотива» в семи картинах, написанная для виллы Борзига, «Времена года» — две длинные картины, в виде фризов, в Берлинской национальной галерее, и декоративная живопись в столовой герцога Ратибора и в столовой дома министерства юстиции в Берлине— Мейергейм // Энциклопедический словарь Брокгауза и Ефрона : в 86 т. (82 т. и 4 доп.). — СПб., 1890—1907.

## Галерея

### Зверинцы и цирки
- Дрессировщик
- Укротительница
- Дрессировщица
- Слон с погонщиком в цирке
- Обезьяна-скрипач
- Семья обезьян
- Лев и львица
- Лапка для поцелуя

### Другие работы
- Амстердамский антиквар
- Торговец козами в деревне
- Портрет отца
- Парадный портрет кайзера Фридриха III